# Meshal Abdullah
Meshal Abdullah (sinh ngày 2 tháng 5 năm 1984) là một cầu thủ bóng đá người Qatar chơi ở vị trí tiền đạo. Anh từng khoác áo đội tuyển bóng đá quốc gia tham dự các kỳ Asian Cup.

## Sự nghiệp

### Câu lạc bộ
Meshal Abdullah bắt đầu sự nghiệp bóng đá của mình tại câu lạc bộ Al-Ahli của Qatar vào mùa giải 1999/2000. Trong mùa giải 2007/2008, anh chơi cho Qatar Al-Sailiya, và sau đó trở về Al-Ahli. Trong mùa giải 2010/2011, Meshal Abdullah chơi cho Al-Garafa, sau đó đến Qatar SK trong hai năm. Giữa năm 2013, tiền đạo này trở lại Al-Ahli. Tại Stars League 2014/2015, Meshal Abdullah đứng thứ sáu trong danh sách Vua phá lưới của giải đấu với 11 bàn thắng và đứng thứ ba với 18 bàn thắng trong mùa giải tiếp theo.

### Đội tuyển quốc gia
Ngày 20 tháng 9 năm 2003, Meshal Abdullah có trận ra mắt đội tuyển quốc gia Qatar. Anh ra sân trong đội hình chính thức tại trận đấu với Kuwait thuộc vòng loại Asian Cup 2004. Cũng tại giải đấu đó, sau đó 4 ngày, anh ghi bàn thắng đầu tiên cho đội tuyển quốc gia, vào lưới của Palestine.
Tiền đạo này đã được gọi lên đội tuyển quốc gia Qatar tham dự Asian Cup 2015 tại Australia, nơi anh đã chơi trong cả ba trận đấu của đội mình tại giải đấu.

## Thành tích
Đội tuyển quốc gia Qatar
- Cúp bóng đá vịnh Ả Rập: Vô địch năm 2014.